# ウェイド・ハンプトン (2世)
アンソニー・ウェイド・ハンプトン二世（英: Anthony Wade Hamptom II, 1791年4月21日 - 1858年2月10日）は、アメリカ合衆国の農場主。1812年の米英戦争では兵士を務めた。

## 生涯
1791年4月21日、ハンプトンはサウスカロライナ州コロンビアにおいて、ウェイド・ハンプトン1世の長男として誕生した。ハンプトンは1811年に竜騎兵の中尉となり、1815年1月にニューオーリンズでアンドリュー・ジャクソン将軍の補佐官および監察官代行となった。ハンプトンは父親から莫大な財産と農場、そして南部最大級の奴隷所有者の地位を引き継いだ。
1858年2月10日、ハンプトンはミシシッピ州イッサケナ郡のミシシッピ川近郊にある農場で死去した。

## 家族
- 父親: ウェイド・ハンプトン (Wade Hampton, 1752-1835)
- 母親: ハリエット・フラッド (Harriet Flud. 1768-1794)

ハンプトンは1817年3月6日にサウスカロライナ州ミルウッドで、アン・フィッツサイモンズ (Ann Fitzsimons, 1794-1833) と結婚した。2人の間には以下の子供が生まれた。
1. ウェイド・ハンプトン (Wade Hampton, 1818-1902)
2. クリストファー・フィッツサイモンズ・ハンプトン (Christopher FitzSimons Hampton, 1821-1886)
3. ハリエット・フラッド・ハンプトン (Harriet Flud Hampton, 1823-1848)
4. キャサリン・プリチャード・ハンプトン (Catherine Prichard Hampton, 1824-1916)
5. アン・M・ハンプトン (Ann M. Hampton, 1826-1914)
6. カロライン・ルイザ・ハンプトン (Caroline Louisa Hampton, 1828-1902)
7. フランク・ハンプトン (Frank Hampton, 1829-1863)
8. メアリー・フィッシャー・ハンプトン (Mary Fisher Hampton, 1833-1866)